# Filisignella cirrhaea
Filisignella cirrhaea är en fjärilsart som beskrevs av Edward Meyrick 1914. Filisignella cirrhaea ingår i släktet Filisignella och familjen stävmalar. Inga underarter finns listade i Catalogue of Life.